# Perico Fernández
Pedro „Perico“ Fernández Castillejos (* 19. Oktober 1952 in Saragossa, Aragonien, Spanien; † 11. November 2016 ebenda) war ein spanischer Boxer. Er hielt im Halbweltergewicht vom 21. September 1974 bis 15. Juli 1975 den Weltmeistergürtel der WBC.